# Antoni Maria Alzina
Antoni Maria Alzina (Capdepera, 11 de gener de 1881 - Palma, 18 d'abril de 1935) va ser un tipògraf, sindicalista i polític mallorquí.
El 1913, s'afilià a la Unió Tipogràfica Balear, de la qual, des del 1914, en fou president. De formació autodidàctica, assolí una important preparació cultural i promogué l'Escola de la Casa del Poble, de Palma. Fou director d'El Obrero Balear. Dirigent de l'Agrupació Socialista de Palma, després de la Revolució d'Octubre esdevingué el capdavanter dels terceristes mallorquins. Amic personal d'Antonio García Quejido, el 1921 abandonà el PSOE i impulsà la fundació de l'Agrupació Comunista adherida al Partit Comunista Obrer. Entre 1921 i 1922, dirigí El Comunista Balear. Durant la Dictadura de Primo de Rivera impulsà la reorganització de la Unió Tipogràfica Balear (1925-28) i retornà al PSOE (1926).